# Amir (nom)
Amir és un nom masculí àrab (àrab: أمير, Amīr) que literalment significa ‘príncep’, ‘cap’. Si bé Amir és la transcripció normativa en català del nom en àrab clàssic, també se'l pot trobar transcrit Emir. Aquest nom també el duen musulmans no arabòfons que l'han adaptat a les característiques fòniques i gràfiques de la seva llengua: bosnià: Emir.
La forma femenina d'aquest nom és Amira.
Tot i que molt poc comú, existeix un altre prenom Amir, transcripció de l'àrab عمير, ʿAmīr, que significa ‘cultivat’, ‘poblat’, ‘habitat’, ‘populós', potser habitual entre els jueus marroquins, ja que és el nom del polític i sindicalista israelià Amir Peretz.
Cal no confondre aquest nom amb Àmir, un altre nom de pila àrab masculí.
Vegeu aquí personatges i llocs que duen aquest nom.